# Dowódca piechoty dywizyjnej
Dowódca piechoty dywizyjnej (dowódca PD) – oficer dowodzący piechotą wchodzącą w skład wielkiej jednostki Wojska Polskiego II RP, popularnie zwany „Pedekiem”.
W przypadku wojny (ćwiczeń taktycznych), dowódca piechoty dywizyjnej dowodził tą częścią oddziałów dywizji, która wykonywała główne zadanie. Ustalał on zadania i kierował bezpośrednio działaniami podporządkowanych mu oddziałów i środków. Wspólnie z dowódcą artylerii dywizyjnej organizował współdziałanie z artylerią bezpośredniego wsparcia.
Stanowisko służbowe dowódcy piechoty dywizyjnej zaszeregowane było do stopnia etatowego generała brygady i występowało zarówno „w organizacji pokojowej” (obecnie etat czasu „P”), jak i „organizacji wojennej” (obecnie etat czasu „W”) dywizji piechoty. Oficer zajmujący stanowisko dowódcy piechoty dywizyjnej pełnił funkcję zastępcy dowódcy dywizji.
„Pedekowi” przysługiwał dodatek funkcyjny w wysokości 400 zł, ordynans, luzak, koń wierzchowy, a od 1938 roku także samochód służbowy z kierowcą wojskowym i ryczałtem na eksploatację pojazdu. 
W wypadku gdy w rejonie dyslokacji dywizji znajdowały się fortyfikacje stałe, w etacie dowództwa dywizji piechoty tworzono stanowisko służbowe II dowódcy PD. Stanowiska drugiego dowódcy piechoty dywizyjnej utworzone zostały w:
- 1 Dywizji Piechoty Legionów,
- 6 Dywizji Piechoty dla Obszaru Warownego „Kraków”,
- 8 Dywizji Piechoty dla Obszaru Warownego „Modlin”,
- 12 Dywizji Piechoty,
- 15 Dywizji Piechoty,
- 19 Dywizji Piechoty dla Obszaru Warownego „Wilno”,
- 20 Dywizji Piechoty,
- 23 Dywizji Piechoty dla Obszaru Warownego „Śląsk”,
- 28 Dywizji Piechoty.

W 1939 roku stanowiska dowódców piechoty dywizyjnej zajmowali następujący oficerowie:
| 1 Dywizja Piechoty Legionów      | płk dypl.                    | Jarosław Szafran                | dowódca 35 DP (rez.)            |
|                                  | płk art.                     | Władysław Filipkowski           |                                 |
| 2 Dywizja Piechoty Legionów      | płk dypl.                    | Stefan Rowecki                  | dowódca WBPM                    |
|                                  | płk dypl.                    | Antoni Staich                   |                                 |
| 3 Dywizja Piechoty Legionów      | płk dypl.                    | Jan Korkozowicz                 |                                 |
| 4 Dywizja Piechoty               | płk dypl.                    | Antoni Durski-Trzaska           | II dowódca PD 15 DP             |
|                                  | płk dypl.                    | Mieczysław Rawicz-Mysłowski     |                                 |
| 5 Dywizja Piechoty               | płk dypl.                    | Eugeniusz Żongołłowicz          | dowódca 44 DP (rez.)            |
|                                  |                              | wakat                           |                                 |
| 6 Dywizja Piechoty               | płk piech.                   | Ignacy Misiąg                   |                                 |
| 7 Dywizja Piechoty               | płk dypl.                    | Kazimierz Janicki               |                                 |
| 8 Dywizja Piechoty               | płk dypl.                    | Ludwik de Laveaux               |                                 |
| 9 Dywizja Piechoty               | płk dypl.                    | Leopold Endel-Ragis             | dowódca 22 DP                   |
|                                  |                              | wakat                           |                                 |
| 10 Dywizja Piechoty              | płk piech.                   | Jan Zientarski                  |                                 |
| 11 Karpacka Dywizja Piechoty     | płk dypl.                    | Bronisław Prugar-Ketling        | dowódca 11 DP                   |
|                                  |                              | wakat                           |                                 |
| 12 Dywizja Piechoty              | płk dypl.                    | Mieczysław Mozdyniewicz         | dowódca 17 DP                   |
|                                  | płk dypl.                    | Seweryn Łańcucki                |                                 |
| 13 Kresowa Dywizja Piechoty      | płk art.                     | Wacław Szalewicz                |                                 |
| 14 Wielkopolska Dywizja Piechoty | płk dypl.                    | Władysław Zubosz-Kaliński       | dowódca 13 DP                   |
|                                  | płk piech.                   | Mieczysław Łukoski              |                                 |
| 15 Wielkopolska Dywizja Piechoty | płk piech.                   | Albin Skroczyński               |                                 |
| 16 Pomorska Dywizja Piechoty     | płk art.                     | Władysław Filipkowski           | dowódca PD 1 DP Leg.            |
|                                  | płk dypl.                    | Zygmunt Bohusz-Szyszko          |                                 |
| 17 Wielkopolska Dywizja Piechoty | płk dypl.                    | Władysław Smolarski             |                                 |
| 18 Dywizja Piechoty              | płk art.                     | Aleksander Hertel               |                                 |
| 19 Dywizja Piechoty              | płk dypl.                    | Tadeusz Pełczyński              |                                 |
| 20 Dywizja Piechoty              | płk dypl.                    | Franciszek Dudziński            |                                 |
| 21 Dywizja Piechoty Górskiej     | płk piech.                   | Alojzy Wir-Konas                | dowódca 38 DP (rez.)            |
|                                  |                              | wakat                           |                                 |
| 22 Dywizja Piechoty Górskiej     | płk piech.                   | Leon Grot                       |                                 |
| 23 Górnośląska Dywizja Piechoty  | płk dypl.                    | Władysław Powierza              | dowódca 23 DP                   |
|                                  |                              | wakat                           |                                 |
| 24 Dywizja Piechoty              | płk piech.                   | Bolesław Schwarzenberg-Czerny   | dowódca 24 DP od 9 IX 1939      |
|                                  | płk dypl.                    | Alfred Krajewski                | do 10 IX 1939 dowódca 1 pspodh. |
| 25 Dywizja Piechoty              | płk dypl.                    | Stefan Kossecki                 | dowódca 18 DP                   |
|                                  | płk piech.                   | Julian Skokowski                |                                 |
| 26 Dywizja Piechoty              | płk dypl.                    | Tadeusz Piotr Parafiński        |                                 |
| 27 Dywizja Piechoty              | płk dypl.                    | Gwido Kawiński                  |                                 |
| 28 Dywizja Piechoty              | płk dypl.                    | Stefan Broniowski               |                                 |
| 29 Dywizja Piechoty              | płk piech.                   | Jan Bratro                      |                                 |
| 30 Poleska Dywizja Piechoty      | płk piech.                   | Stanisław Kalabiński            | dowódca 55 DP (rez.)            |
| 33 Dywizja Piechoty (rezerwowa)  | płk piech.                   | Stefan Leon Biestek             |                                 |
| 35 Dywizja Piechoty (rezerwowa)  | płk dypl.                    | Lucjan Janiszewski              |                                 |
| 36 Dywizja Piechoty (rezerwowa)  |                              | wakat                           |                                 |
| 38 Dywizja Piechoty (rezerwowa)  | płk piech.                   | Józef Adam Pecka                |                                 |
| 39 Dywizja Piechoty (rezerwowa)  | płk dypl.                    | Bronisław Duch                  |                                 |
| 41 Dywizja Piechoty (rezerwowa)  | płk piech.                   | Marian Stanisław Raganowicz     |                                 |
| 44 Dywizja Piechoty (rezerwowa)  | płk piech.                   | Marian Krudowski                | stanowiska nie objął            |
| 45 Dywizja Piechoty (rezerwowa)  |                              |                                 |                                 |
| 50 Dywizja Piechoty (rezerwowa)  | ppłk piech.                  | Kazimierz Franciszek Gorzkowski |                                 |
| 55 Dywizja Piechoty (rezerwowa)  | płk piech.                   | Józef Giza                      |                                 |
| 60 Dywizja Piechoty (rezerwowa)  | ppłk dypl. kaw. w st. spocz. | Tadeusz Śmigielski              |                                 |

Stanowiska drugich dowódców PD zajmowali niżej wymienieni oficerowie:
| 1 Dywizja Piechoty Legionów      | płk dypl.  | Zygmunt Bohusz-Szyszko | dowódca PD 16 DP                       |
| 6 Dywizja Piechoty               | płk piech. | Roman Gwelesiani       | dowódca Obszaru Warownego „Kraków”     |
| 8 Dywizja Piechoty               | płk art.   | Wacław Młodzianowski   | dowódca Obszaru Warownego „Modlin”     |
| 12 Dywizja Piechoty              | płk art.   | Brunon Romiszewski     | szef Departamentu Artylerii M.S.Wojsk. |
| 15 Wielkopolska Dywizja Piechoty | płk dypl.  | Antoni Durski-Trzaska  |                                        |
| 20 Dywizja Piechoty              | płk art.   | Adam Epler             |                                        |
| 23 Górnośląska Dywizja Piechoty  | płk piech. | Wacław Klaczyński      | dowódca Obszaru Warownego „Śląsk”,     |
| 28 Dywizja Piechoty              | płk dypl.  | Aleksander Wacznadze   |                                        |

Stanowiska służbowe dowódcy piechoty dywizyjnej zostały zachowane w Wojsku Polskim organizowanym w 1940 na terenie Francji. Wspomniane stanowiska zajmowało pięciu oficerów dyplomowanych piechoty:
- płk dypl. Benedykt Chłusewicz (lat 45, z byłej armii rosyjskiej) w 1 Dywizji Piechoty,
- płk dypl. Zygmunt Grabowski (lat 48) w 1 Dywizji Grenadierów,
- płk dypl. Stanisław Pelc (lat 45, legionista I Brygady LP) w 2 Dywizji Strzelców Pieszych,
- płk dypl. Józef Jaklicz (lat 46, legionista II Brygady LP) w 3 Dywizji Piechoty,
- płk dypl. Stanisław Sosabowski (lat 48, z byłej c. i k. Armii) w 1, a następnie 4 Dywizji Piechoty.

W jednostkach Polskich Sił Zbrojnych na Zachodzie, organizowanych na podstawie etatów brytyjskich, stanowisko dowódcy piechoty dywizyjnej nie występowało. W etacie kwatery głównej dywizji piechoty (pancernej) było stanowisko zastępcy dowódcy dywizji. W styczniu 1941 roku, w strukturze Samodzielnej Brygady Strzelców Karpackich utworzono stanowisko dowódcy piechoty brygady, które objął pułkownik Walenty Peszek. Dowódca piechoty był de facto zastępcą dowódcy brygady.